# Маккаски, Соня
Соня Маккаски (в предыдущем браке — Шмидт; англ. Sonja McCaskie; 19 февраля 1939, Элгин — 5 апреля 1963, Рино, Невада) — британская горнолыжница. Участница зимних Олимпийских игр 1960 года.

## Биография
Соня Маккаски родилась 19 февраля 1939 года в британском городе Элгин в Шотландии.
С 1946 года жила вместе с матерью и двумя старшими братом Гаем и сестрой Дженнифер в США.
В 1960 году вошла в состав сборной Великобритании на зимних Олимпийских играх в Скво-Вэлли. В гигантском слаломе заняла последнее, 40-е место, показав результат 2 минуты 6,1 секунды и уступив 26,2 секунды завоевавшей золото Ивонн Рюэгг из Швейцарии.
После Олимпиады жила вместе с двумя детьми в городе Рино, по будням работала секретарём в мясной компании, а по выходным лыжным инструктором на находившемся в его окрестностях горнолыжном курорте Слайд-Маунтин.

### Убийство
Была убита ночью 5 апреля 1963 года в своём доме в Рино. Убийцей оказался 18-летний ученик местной средней школы Томас Ли Бин. Он был замкнутым одиночкой, который любил гулять по ночам. Увидев на верёвке постиранное нижнее бельё Маккаски, он решил его похитить и, возможно, изнасиловать её. Проникнув в жилище, он набросил на шею спящей спортсменки удавку и начал душить и насиловать её. Когда Маккаски проснулась и попыталась остановить Бина, он затянул удавку и несколько раз ударил её ножом. Задушив спортсменку, он изнасиловал её труп и расчленил его — в частности, вырезав сердце и отрезав голову. Покинув жилище между 05:00 и 05:30, он катался на машине, принадлежавшей убитой.
Дети Маккаски не пострадали, поскольку один ребёнок был у отца, а другой — у няни, которая, когда утром горнолыжница не пришла его забирать, обратилась в полицию.
После того как полиция не обнаружила объектив фотокамеры, принадлежавшей Маккаски, начался его поиск. Выяснилось, что объектив был сдан в ломбард за 10 долларов. Полиция выяснила личность Бина и задержала его. Мотивов убийства он не назвал и был признан вменяемым, несмотря на то что в 1961 году он уже попадал в поле зрения полиции, когда пытался задушить девушку.
Убийца был приговорён к смертной казни в газовой камере, однако в 1972 году Верховный суд США признан её неконституционной. После этого Бину заменили смертную казнь пожизненным заключением без права на условно-досрочное освобождение. По состоянию на август 2020 года отбывал наказание в исправительном центре Северной Невады.